# Beraeoptera roria
Beraeoptera roria är en nattsländeart som beskrevs av Mosely in Mosely och Douglas E. Kimmins 1953. Beraeoptera roria ingår i släktet Beraeoptera och familjen Conoesucidae. Inga underarter finns listade i Catalogue of Life.